# Chodsigoa smithii
Chodsigoa smithii es una especie de musaraña de la familia Soricidae.

## Distribución geográfica
Es endémica de montanos de China.